# Aleksej Miller
Aleksej Borisovitj Miller, ryska: Алексе́й Бори́сович Ми́ллер, född 31 januari 1962, är en rysk företagsledare som är vice styrelseordförande och vd för det globala petroleumbolaget PAO Gazprom. Han har dessförinnan arbetat inom lokalpolitiken för Sankt Petersburg och var ställföreträdande energiminister för Ryska federationen 2000.
Han avlade en doktor i nationalekonomi vid Leningradskij Finansovo-Jekonomptjeskij Institut.